# Soisy-Bouy
Soisy-Bouy ist eine französische Gemeinde mit 844 Einwohnern (Stand: 1. Januar 2022) im Département Seine-et-Marne in der Region Île-de-France. Sie gehört zum Arrondissement Provins und zum Kanton Provins. Die Einwohner werden Bouyards genannt.

## Geographie
Soisy-Bouy liegt etwa 80 Kilometer ostsüdöstlich von Paris. An der nordwestlichen Gemeindegrenze verläuft das Flüsschen Ruisseau des Méances. Umgeben wird Soisy-Bouy von den Nachbargemeinden Chalautre-la-Petite im Norden und Nordosten, Sourdun im Osten und Nordosten, Hermé im Osten und Südosten, Gouaix im Süden, Chalmaison im Südwesten, Longueville im Westen sowie Sainte-Colombe im Nordwesten.

## Bevölkerungsentwicklung
| Jahr                      | 1962 | 1968 | 1975 | 1982 | 1990 | 1999 | 2006 | 2012 |
| Einwohner                 | 470  | 442  | 485  | 519  | 688  | 748  | 783  | 808  |
| Quelle: Cassini und INSEE |      |      |      |      |      |      |      |      |

## Sehenswürdigkeiten

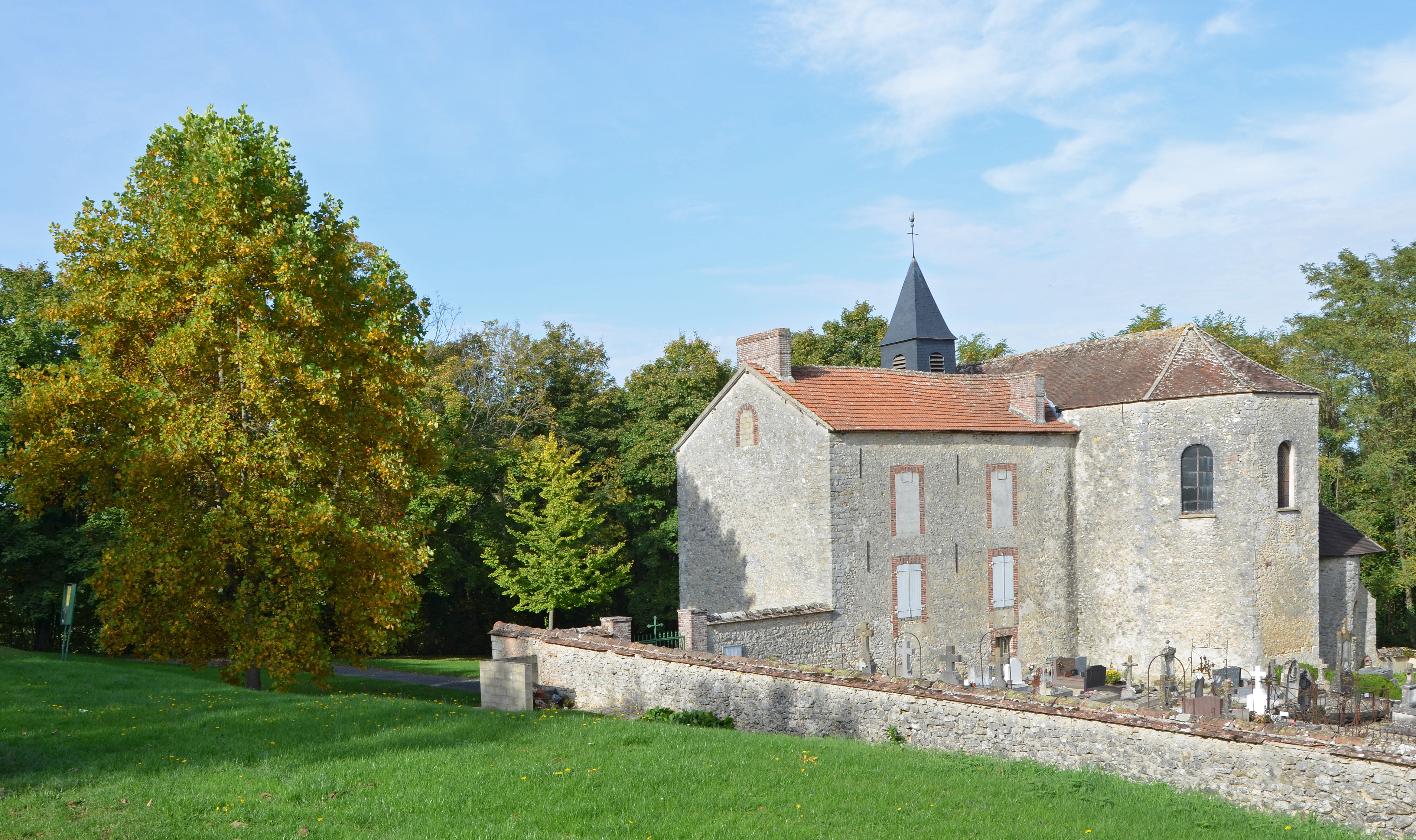
Kirche Saint-Edme

- Kirche Saint-Edme (siehe auch: Liste der Monuments historiques in Soisy-Bouy)
- Schloss Montramé
- Brunnen Saint-Edme

## Persönlichkeiten
- Edmund of Abingdon (um 1174–1240), Erzbischof von Canterbury, hier gestorben